# اول بگو عشق چیه
« اول بگو عشق چیه» (به فرانسوی: D'abord, c'est quoi l'amour) تک‌آهنگی از هنرمند اهل کانادا سلین دیون است که در اکتبر ۱۹۸۸ منتشر شد.